# Giáo hoàng Nicôla I
Nicôla I (Latinh: Nicolaus I) là vị giáo hoàng thứ 105 của giáo hội Công giáo. Là người kế nhiệm Giáo hoàng Benedict III, Giáo hoàng Nicolau I được giáo hội suy tôn là thánh sau khi qua đời. Ông là người đã đưa quyền Giáo hoàng trở lại độc lập và nhiều khi còn vượt lên cả quyền lực trần thế.
Giáo hoàng Nicolaus I sinh tại Roma. Ông là vị Giáo hoàng oai hùng nhất ở khoảng giữa Gregory I và Gregory VII. Theo niên giám tòa thánh năm 1806 thì ông đắc cử Giáo hoàng năm 858 và cai quản Giáo hội trong 9 năm 6 tháng 20 ngày. Niên giám tòa thánh năm 2003 xác định triều đại của ông bắt đầu vào ngày 24 tháng 4 năm 858 và kết thúc khi ông qua đời ngày 13 tháng 11 năm 867. Ông mở đầu ý tưởng quyền lực thần quyền chính trị. Ông cư xử như một nhà chuyên chế tuyệt đối ra luật pháp và điều kiện cho các Giám mục, hồng y và hoàng đế. Nicôla là người rất mạnh mẽ với cái bề ngoài khiêm tốn. Ông đầy nghị lực, can đảm và hết sức khôn ngoan. Mục đích của ông rất rõ: thiết lập quyền Giáo hoàng trên hết mọi quyền bính dưới đất.

## Trong nội bộ giáo hội
Ông làm hết sức để quyền Giáo hoàng được kính trọng. Ông duy trì quyền kiểm soát của tòa thánh ở khắp nơi.
- Tại Ý, Tổng Giám mục Gioan thành Ravenna đòi tự trị, tịch thu các địa phận chung quanh và áp bức thần dân của Quốc gia Giáo hoàng, liền bị mời trình diện Roma. Gioan thành Ravenna định tránh né, liền bị Nicôla ra lệnh lên án! Lu-y can thiệp, Đức Giáo hoàng nói với những người Hoàng Đế phái đến "quý vị dám bảo vệ một kẻ bị tuyệt thông ư?" rồi đích thân người đến Ravenna, trục xuất Tổng Giám mục Gioan, sửa lại những bất công do ông gây ra, một cách rất can đảm, khiến Tổng Giám mục phải nhượng bộ.
- Tại Pháp, Ông đưa ra thượng quyền Toà Thánh để chống lại chủ trương quyền của các công đồng tỉnh và các Tổng Giám mục Pháp.Tổng Giám mục có thế lực nhất ở xứ Gaule người Francs là Hincmarô thành Reims bãi chức Giám mục dưới quyền là Rothade thành Soissons mà không cho ông ta được khiếu nại với Pháp Luật La mã. Đức Nicôla I phản đối và dọa treo chức (a divinis) tổng Giám mục của Hincmarô. Ông triệu Rothade đến Rôma và quyết định phục chức cho ông này.

## Vụ ly dị của Lôthariô II
Giáo hoàng Nicolau I cứng rắn với các vua chúa. Ông can thiệp vào vụ li dị của Hoàng Đế Lôthariô II. Lôthariô đã sống chung nhiều năm với một cung phi, tên là Walđrađa (mà ông ban cho một Đan viện... nam để làm Đức Viện Mẫu) có nhiều mặt con. Vì lý do chính trị, Hoàng Đế lại kết hôn với Thêuberga, em một công tước. Ông này cũng là Đan viện trưởng... thường dân của Đan viện Thánh Mauriciô-ở-Valais, mất phẩm chất.
Mấy tháng sau Waldrada nổi cơn ghen với Hoàng Hậu chính thức, sui Hoàng Đế bỏ bà ấy đi. Lôthariô cũng kiếm được mấy Giám mục dễ bảo cho vụ này. Hoàng hậu Thêuberga "thú nhận" nhiều tội lỗi, mà bà quả quyết đã phạm với ông anh gian ác, và hôn nhân bị huỷ bỏ. Nhưng khi tỉnh trí lại, bà liền phản cung, khiếu nại lên Đức Giáo hoàng.
Trong vụ này, bà được Đức Tổng Giám mục Reims, là Hincmarô ủng hộ. Đức Nicôla cũng ủng hộ hoàng hậu bị truất phế; trước mặt Lôthariô ngài khẳng định, hôn nhân bất khả phân, và buộc Lôthariô buộc phải nhận hoàng hậu trở lại. Ông cũng truất quyền hai Giám mục bênh vực việc hoàng đế li dị. Nhưng, đồng thời vụ này trở thành gút mắt trong chính trị Tây Phương, vì nếu Lôthariô không có con với Thêuberga, chết không hoàng tử nối ngôi, thì hàng xóm sẽ chia quyền kế vị của ông.
Nhưng Nicôla vẫn ngoan cường, dã man tàn bạo không làm ông sợ, có đêm một mình ông chèo thuyền qua sông Tibrô, để thoát tay kẻ thù và trốn vào đền Thánh Phêrô. Cuối cùng Lôthariô phải nhận lại hoàng hậu, và không bao giờ dám đưa đức Đan Viện Mẫu Waldrada của ông lên ngôi. Tại công đồng Roma 865 Đức Giáo hoàng là trọng tài Âu Châu, người ta phải nhận các phán quyết của ngài.
Hoàng Đế Lôthariô II tôn vinh ông bằng những nghi thức xưa kia các vị lãnh đạo phần đời vẫn bầy tỏ trước các nhà lãnh đạo tinh thần, như phủ phục, dắt ngựa(mà từ thời Đức Hađrianô I, người ta không còn giữ nữa).

## Các giáo lệnh giả
Đáng lưu ý là khi đến Rôma, Rothade đã đưa cho Giáo hoàng một tài liệu rất kỳ lạ được soạn thảo ở bên Pháp, tập Các Giáo lệnh giả, một sưu tập những quyết định của Giáo hoàng từ thời rất xưa. Nó chứa tài liệu có vẻ như là những bức thư của các Giám mục và Giáo hội nghị thế kỷ thứ 2, thứ 3, hết thảy có khuynh hướng tôn cao quyền lực của Giáo hoàng. Những văn bản này, rõ ràng được thảo ra vào khoảng năm 830, có nội dung khẳng định một cách chính xác vị thế thượng đẳng của Roma.
Quyển sách nầy xuất hiện lần đầu tiên năm 857 và người ta đã cố ý giả mạo và sửa đổi nhiều tài liệu lịch sử thời xưa, nhưng mãi đến mấy thế kỷ sau (thế kỷ XVI), người ta mới khám phá ra nó là giả mạo. Để ủng hộ yêu sách cầm quyền trên cả thế giới của mình, ngài đã dùng quyển "Giáo lệnh tập" rất có hiệu lực.
Dầu Nicolas biết nó là giả mạo hay không, song ông đã quả quyết rằng nó đã được giữ gìn trong văn khố của Hội Thánh tại La-mã từ thời xưa. "Giáo lệnh tập" nầy gồm có "Chiếu chỉ ban tặng của Constantin," tỏ ra ông đã cho Giám mục thành La-mã những tỉnh miền Tây với tất cả phù hiệu của đế quốc.

## Truyền đạo cho dân Slavian
Hai anh em Constantinô (sau đổi thành Cyrillô) và Mêthôđiô sinh tại Thessalonica, nơi có đông người Slavia ở. Cả hai nói rành tiếng ấy. Cyrillô còn trẻ, rất thông minh, chính ông đã tìm thấy hài cốt thánh Clêmentê Giáo hoàng ở Cherson, nơi ông này qua đời, trong khi lưu đày. Cyrillô chế ra cho họ một mẫu tự pha phách tiếng Hylạp, Hipri và Copte (Aicập) đó là mẫu tự Glagolitique tổ tiên của mẫu tự Nga ngày nay. Người dịch Phụng vụ ra tiếng Slavia và viết bằng mẫu tự Glagolitique người vừa chế ra. Năm 863 hai anh em tới Moravia.
Công việc không dễ dàng gì. Các thừa sai Latinh, nghĩa là người Nhật Nhĩ Man, gây khó dễ và việc các vua Carôlô người Đức can thiệp không ngừng bằng vũ lực vào xứ này rất nguy hiểm cho Cyrillô và Mêthôđiô. Bất chấp tất cả, và nhờ biết tiếng, hai ông đã đạt được nhiều tiến bộ nhanh chóng: quần chúng bắt đầu lãnh nhận Bí Tích Rửa Tội. Việc này làm người Tây Phương đâm lo – đối với họ việc dùng tiếng Slavia trong Phụng vụ có vẻ phạm thượng và họ tố cáo lên Đức Giáo hoàng rằng, những người đang cạnh tranh với họ kia là những kẻ rối đạo nguy hiểm.
Năm 868, trong khi hai anh em chờ tàu ở Vênêzia để đưa mấy môn đệ của họ về Byzancia xin chịu chức, bản thân hai ông chưa phải là Giám mục. Đúng lúc này thì cho họ nhận được lệnh Đức Nicôla I mời đến Roma để biện minh. Khi hai đấng đến Roma, trong hành lý có một món quà đẹp nhất mà người ta có thể dâng lên Đức Giáo hoàng là hài cốt Thánh Clêmentê. Thế là mọi sự êm xuôi.

## Vụ Photinus
Chẳng những chiến đấu chống các vua chúa Tây Phương, Giáo hoàng còn đương đầu với triều đình Byzancia trong suốt triều đại:ông từ chối chuẩn y việc truất phế thượng phụ Inhã và đưa Phôtiô lên thay. Hoàng đế Michael III đặt Photius (858-891) làm giáo chủ Constan-tinople, thay thế giáo chủ Ignatio vẫn đang sống. Cho đến lúc này tất cả các Thượng Phụ, khi đắc cử, đều viết thư cho các Thượng Phụ ở bốn toà kia, giải thích việc mình đã được chọn và tấn phong như thế nào và tuyên xưng Đức Tin.
Đối với các Thượng Phụ Alexandria, Antiôkia, và Giêrusalem việc thông báo chỉ có tính cách hình thức, vì các vị ấy đang là tù nhân của Hồi Giáo, nhưng với Roma việc này cực kỳ là quan trọng. Thư trả lời của Giáo Triều là một sự công nhận chính thức. Đức Giáo hoàng nhận thư của Phôtiô là Đức Nicôla I (858–867). Ông liền sử dụng quyền kiểm tra của Thượng Quyền Roma. Dù khôn khéo thế mấy, thư của Phôtiô vẫn có kẽ hở, vẫn lòi đuôi. Đức Nicôla trả lời bằng một bức thư dè dật, đồng thời gửi hai đặc sứ tới Hoàng Đế Micae, với trọng trách điều tra về việc bầu cử thượng phụ vừa qua.
Bức thư hai vị đặc sứ mang theo nhấn mạnh tình bất hợp quy tắc của việc bầu cử, nhân thể cũng yêu cầu Hoàng đế trả lời Giáo hội Tây Phương các phần lãnh thổ ngày xưa đã bị Đức Lêô III người Isaurianô tước khỏi quyền tài phán của người. Hai đặc sứ tới Byzancia, hoặc bị Photinus lung lạc, hoặc vì lý do nào khác, hai ông chủ toạ một Công Đồng, chẳng những công nhân Photinus, mà Đức I-Nhã, một lần nữa, lại bị kết án.
Khi Đức Nicôla nghe các đặc sứ của mình báo cáo, không một giây do dự, ông liền cách chức các vị, vì đã vượt quá quyền hành. Trong khi đó một phái đoàn thuộc phe Đức I-Nhã tới Roma (nhưng không phải do vị thượng phụ bị truất phế này cử đi) mang theo tất cả tư liệu về thảm kịch và kêu nài công lý. Một Công Đồng họp tại Roma năm 863 và các nghị quyết được gửi tới Byzancia và ba toà thượng phụ khác được cho biết là Đức Giáo hoàng từ chối không công nhận Photinus. Một bản án Photinus lời lẽ rõ ràng hơn nữa được gửi tới Hoàng Đế.

## Vấn đề Bulgaria
Cuộc tranh chấp trở nên căng vì vấn đề Bulgaria. Vụ Photinus xảy ra đúng vào lúc Vua Bôrisô lãnh nhận Bí Tích Rửa Tội (863-864) và đang phân vân lựa chọn giữa lễ nghi Latinh và lễ nghi Hylạp giữa sự thần phục Đức Giáo hoàng, ở xa hơn và tự do hơn, và vị Cêsar – Giáo hoàng Đông Phương ở cạnh. Nicôla I không để lỡ cơ hội, ông đã lợi dụng sự vụng về của Photinus trong vụ này, để tỏ ra hết sức ưu ái đối với Bôrisô.
Môn đệ hai thánh Cyrillô và Mêthôđiô di tản đến Bulgaria, đã gặp thấy nơi đây một cộng đồng Kitô giáo vững mạnh. Khoảng vài chục năm trước, vua Bôrisô đã lãnh nhận Bí Tích Rửa Tội, năm 863 hoặc 864 và người đã bắt hàng quý tộc phải noi gương người. Nhưng người lại sợ theo đạo rồi Vương Quốc người sẽ lọt vào quỹ đạo Byzancia, nên người xin thành lập một toà Thượng Phụ độc lập cho Giáo hội Bulgaria.
Thượng Phụ Constantinôpôli, Photinus, chỉ trả lời bằng những trang tư duy siêu hình. Bôrisô, lúc đó liền quay về Giáo hoàng Nicôla I, xin ông ban cho ơn ấy, đồng thời hỏi ông về nhiều điều vua còn thắc mắc, như Rửa Tội rồi người còn được phép mặc quần theo kiểu truyền thống của dân tộc người chăng ? Còn được lấy đuôi ngựa làm cờ chăng ? Còn được lấy nhiều vợ chăng? Đức Nicôla I trả lời vô cùng khôn ngoan và hứa ban cho một Toà Giám mục, gửi cho vua nhiều sách Latinh và cho hai Giám mục Paulus thánh Populonia (Piombin) và Formosus thành Porto sang Bulgaria, khiến Bôrisô thích trí, xua đuổi hết thừa sai Byzancia khỏi Vương Quốc của ông.
Việc đuổi các thừa sai Hy Lạp ra khỏi nước Bulgaria đã là dư luận Byzancia bất mãn và Đức Thượng Phụ đã khai thác ngay sự việc này. Một phái bộ Giáo hoàng được gửi sang Constantinôpôli để cho Hoàng đế biết rằng nước Bulgaria từ nay thuộc về Lamã. Phái bộ bị ngược đãi bỏ tù một thời gian rồi lại bị trục xuất. Năm 866 đức Nicolas I cử hai Giám mục Formosus và Paulus, đặt tòa ở Bungari.
Photinus biết được những khó khăn Nicôla lúc đó đang gặp phải, như việc ông vừa cách chức các Tổng Giám mục đã chấp thuận việc ly dị của Vua Lôthariô II 1, ông ta liền lãnh đạo cuộc tiến công chống Đức Nicôla I, tố cáo người nuôi dưỡng các "ý đồ không thể biện minh được" và đã có những sáng kiến nguy hiểm về tín điều.
Ông liền họp các Giám mục đế đô năm 865 đòi cách chức Giáo hoàng, tuyên bố Giáo hội độc lập, bác bỏ nhiều tập tục Tây phương như vấn đề giữ chay, việc dâng lễ với bánh không men, luật độc thân giáo sĩ, việc thêm Filioque vào Kinh Tin Kính (Chúa Thánh Thần bởi Chúa Cha và Chúa Con mà ra).
Giáo hội Byzancia tuyên bố truất phế Đức Giáo hoàng. Tháng 11 năm 876 bầu khí Roma – Byzancia, đang căng tới cực điểm, thì dùng một cái, cách nhau có 10 ngày, cả hai đều qua đời. Đức Nicôla I qua đời ngày 13 và Photinus bị hạ bệ ngày 23.

## Qua đời
Nicoola I qua đời ngày 13 tháng 10 năm 867.
Chỉ trong 9 năm, vị Giáo hoàng đã đặt Toà Thánh Phêrô vào một địa vị chưa từng có. Thoát khỏi sự thống trị của Byzancia, thoát ách chư hầu Đế quốc Carôlô, Giáo hoàng Chế quả đã lên đến thượng đỉnh thế giới Kitô giáo. Ông tuyên bố: các đặc quyền của Giáo hoàng đã được đức Kitô ban cho Hội thánh này, chứ không phải do các thượng hội đồng Giám mục ban cho nhưng đơn thuần chúng được các thượng hội đồng Giám mục công bố và tôn vinh" (Ep. Ad Michaelem Imp." Trong P.L. CXIX, 948). 
Nicôla I là vị Giáo hoàng đầu tiên được nền văn minh Âu châu nhìn nhận là vị lãnh đạo của mình, là vị Giáo hoàng Trung Cổ đầu tiên, tổ tiên trực tiếp của các Đức Grêgôriô VII và Innôcentê III. Ông ấn định lễ Đức Mẹ Lên Trời vào ngày 15-8.Ông cũng là Giáo hoàng đầu tiên đội mũ triều thiên.
Một nhà ký sự đã viết: "Từ thời Thánh Grêgôriô, không Giáo hoàng nào so được với Đức Nicôla, người ngự trị trên các vua, các bạo chúa và bắt họ phục quyền người, như thể người là chủ thế giới vậy"